# 马里兰大学巴尔的摩县分校

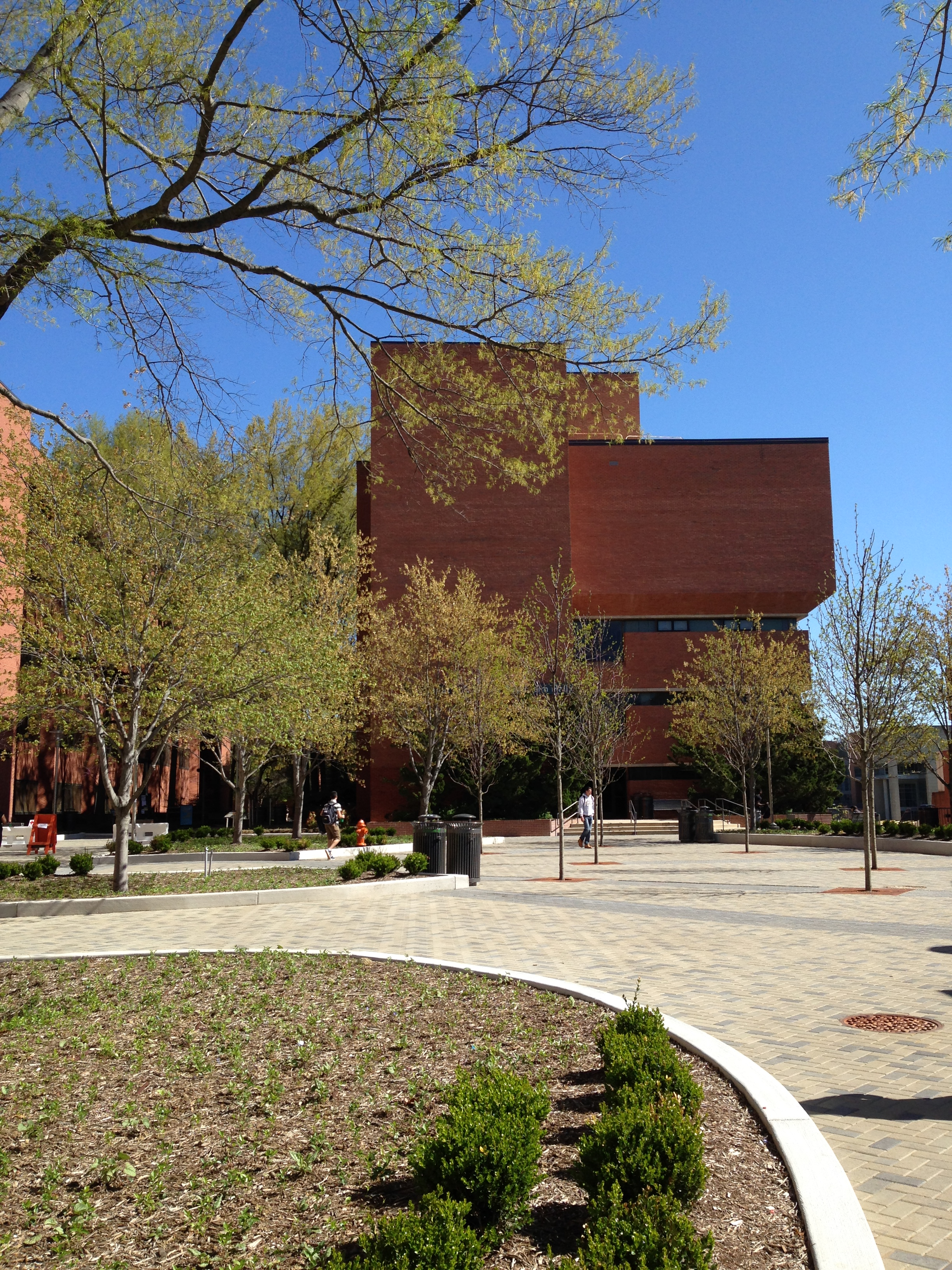
Sondheim Hall

马里兰大学巴尔的摩县分校（英語：University of Maryland, Baltimore County，縮寫：UMBC）是美国的一所公立研究性大学，创建于1966年，位于美国东北部马里兰州巴尔的摩县卡頓斯維爾，共有逾13,000名学生就读，是马里兰大学系统成员。学校以自然科学和工程为专长。

## 校址
該大學佔地約500 acre（200 ha），最近城市是弗雷德里克和巴爾的摩，與巴爾的摩-華盛頓國際機場相距也不遠，附近有巴尔的摩轻轨站。卡顿斯维尔本質上就是該大學組成的大學城。
該大學有十棟宿舍樓，可容納約3,900學生。

## 体育
2018年NCAA一级男子篮球锦标赛，马里兰大学巴尔的摩县分校在首轮比赛以74-54擊敗頭號种子弗吉尼亞大學騎士隊，成为历史上第一支以十六号种子身份晉級的球队。